# Samira De Stefano
Samira De Stefano (* 6. Mai 2004) ist eine italienische Tennisspielerin.

## Karriere
De Stefano spielt bislang vor allem Turnier auf der ITF Women’s World Tennis Tour, wo sie bisher je zwei Titel im Einzel und im Doppel gewann.

## Turniersiege

### Einzel
| Nr. | Datum         | Turnier  | Kategorie | Belag   | Finalgegnerin | Ergebnis |
| --- | ------------- | -------- | --------- | ------- | ------------- | -------- |
| 1.  | 28. Juli 2024 | Viserba  | ITF W15   | Sand    | Inès Ibbou    | 7:5, 6:3 |
| 2.  | 23. März 2025 | Solarino | ITF W35   | Teppich | Hiromi Abe    | 6:3, 6:3 |

### Doppel
| Nr. | Datum             | Turnier      | Kategorie | Belag   | Partnerin       | Finalgegnerinnen               | Ergebnis         |
| --- | ----------------- | ------------ | --------- | ------- | --------------- | ------------------------------ | ---------------- |
| 1.  | 19. November 2022 | Solarino     | ITF W15   | Teppich | Camilla Gennaro | Nicole Gadient Ivana Šebestová | 7:5, 4:6, [10:8] |
| 2.  | 9. September 2023 | Fiano Romano | ITF W15   | Sand    | Enola Chiesa    | Lara Michel Gaia Sanesi        | 6:1, 6:4         |